# 아일랜드 유대인
아일랜드 유대인(아일랜드어: Giúdaigh Éireannacha; 영어: Irish Jews; 히브리어: יהודים איריים)의 역사는 몇 세기 전으로 거슬러 올라간다. 비록 아일랜드의 유대인 공동체는 항상 숫자가 적었지만(적어도 1891년 이후로 5,500명을 넘지 않음), 그것은 잘 정착되어 있고 일반적으로 아일랜드의 생활에 잘 받아들여지고 있다. 아일랜드의 유대인들은 역사적으로 유럽의 다른 곳에서는 거의 없었던 상대적인 관용을 누려왔다.

## 초기 역사
아일랜드에서 유대인에 대한 가장 이른 언급은 1079년이었다. 이니스폴른 연보는 "유대인 5명이 토이델바흐에게 선물을 가지고 해외에서 왔고, 그들은 다시 해외로 보내졌다"고 기록하고 있다.
1169년 스트롱보우(제2대 펨브로크 백작 리처드 드 클레어)가 잉글랜드의 헨리 2세의 금지를 무시하고 아일랜드를 침공했을 때까지 더 이상의 언급은 발견되지 않는다. 스트롱보우는 유대인 사채업자의 재정적 도움을 받은 것으로 보이는데, 1170년이라는 날짜 아래에 "글로스터의 요세 유대인은 왕의 금지에 반대하는 사람들에게 빌려준 돈에 대해 100실링을 빚지고 있다.
1232년 7월 28일 헨리 3세가 피터 드 리벨에게 수여한 교부금으로 인해 아일랜드에는 유대인 공동체가 있었을 것인데, 이는 1232년 7월 28일 헨리 3세가 피터 드 리벨에게 아일랜드 재무부의 재무관 겸 재무장관, 왕의 항구와 해안, 그리고 "아일랜드에 있는 왕의 유대교 보관소"의 직책을 부여했기 때문이다. 이 교부금은 "아일랜드에 있는 모든 유대인은 왕에게 닿는 모든 것에 있어서 피터를 지키는 사람으로서 의도적이고 반응해야 한다"는 추가적인 지시를 포함하고 있다. 이 시기의 유대인들은 아마도 더블린 또는 그 근처에 거주했을 것이다. 더블린 백서 1241에는 교부자에 의한 판매 또는 처분에 대한 다양한 금지 사항을 포함하는 토지의 교부금이 있다. 금지 사항의 일부에는 "유대인에게 판매되는 것을 금지하는(vel in Jabuo ponere)"라고 적혀 있다. "아일랜드에 관한 문서 달력"에 유대인에 대한 마지막 언급은 약 1286년에 나온다. 1290년 영국으로부터의 유대인 추방령 이후 더블린 주변의 잉글리시 페일에 살고 있던 유대인들은 영국 관할권을 떠나야 했을지도 모른다.

## 20세기

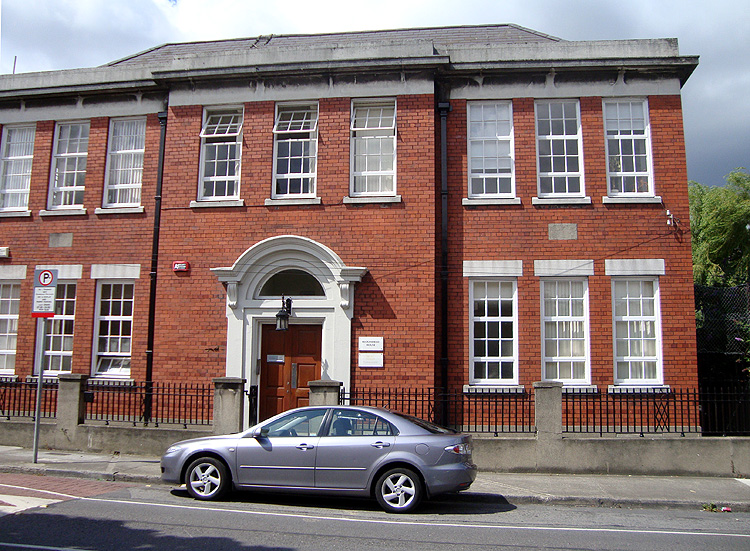
더블린 포르토벨로 블룸필드 애비뉴에 있는 이전 유대인 학교

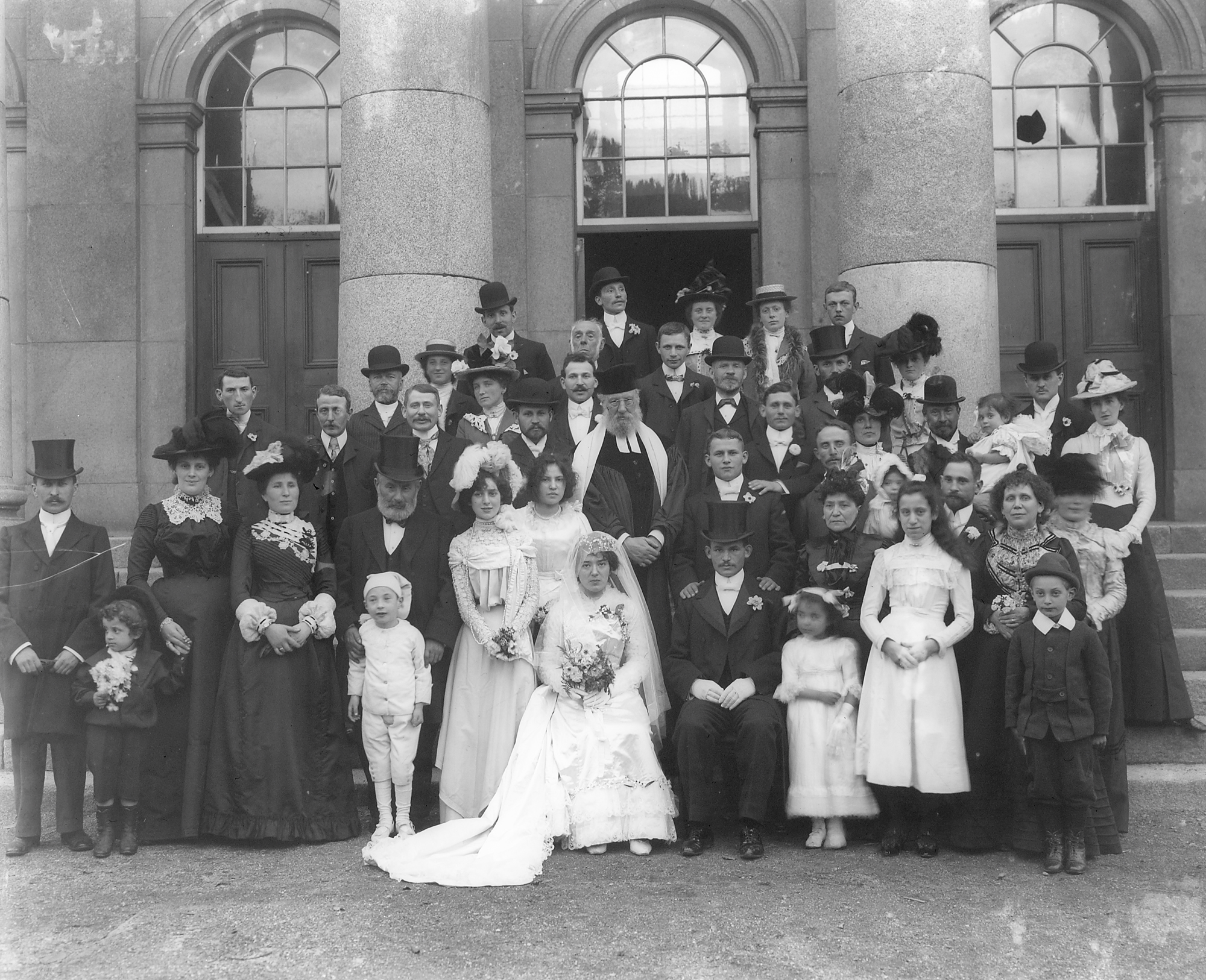
1901년 9월 초 워터포드 법원에서 유대인 결혼식

19세기 후반과 20세기 초반 동안 아일랜드로의 유대인 이주가 증가했다. 1871년 아일랜드의 유대인 인구는 258명이었고, 1881년까지 453명으로 증가했다. 이 시기까지의 대부분의 이주는 영국이나 독일에서 왔다. 워터포드에 정착한 집단은 웨일스인이었는데, 그들의 가족은 원래 중앙유럽에서 왔다. 러시아 포그롬의 영향으로 주로 동유럽(특히 리투아니아) 출신의 이민이 증가했다. 1901년까지 아일랜드에 약 3,771명의 유대인이 있었고, 그 중 절반 이상(2,200명)이 더블린에 거주했다. 1904년까지 총 유대인 인구는 약 4,800명에 이르렀다. 이민자들을 수용하기 위해 새로운 유대교 회당과 학교가 설립되었고, 그들 중 많은 이들이 상점과 다른 사업을 설립했다. 다음 세대의 많은 이들은 사업, 학계, 정치계, 스포츠계에서 두각을 나타냈다.
아일랜드의 유대인 인구는 1940년대에 약 5,500명에 달했지만, 2016년 인구 조사에 따르면, 800명 미만의 아일랜드 시민임에도 불구하고 주로 동화와 이민 때문에 2016년에 약 2,500명으로 감소했다. 아일랜드의 유대인 인구는 이스라엘의 설립 이후 1948년에 큰 감소를 보였는데, 많은 아일랜드의 유대인들이 이념적 그리고 종교적 신념으로 그곳으로 이주했다. 그 이후 수십 년 동안, 더 많은 유대인들이 아일랜드에서의 유대인 생활의 감소와 더 나은 경제적 전망 때문에 이스라엘, 영국, 그리고 미국으로 또한 이민을 갈 것이다. 게다가, 결혼하기 위해 가톨릭으로의 개종을 포함하여, 결혼과 동화의 비율도 높았다.
아일랜드는 현재 더블린에 2개의 유대교 회당, 1개의 정교회, 1개의 개혁회를 가지고 있다. 북아일랜드 벨파스트에는 유대교 회당이 더 있다.
코크에 있는 유대교 회당은 2016년에 문을 닫았다.

### 독립 전쟁
두 명의 아일랜드 유대인이 아일랜드 독립 전쟁 동안 아일랜드 공화국군(IRA)과 퍼스트데일을 지지했다. 마이클 노이크는 리투아니아 태생의 변호사로 션 맥오인과 같은 포로가 된 아일랜드 공화국군을 변호한 것으로 유명해졌다. 로버트 브리스코는 아일랜드 독립 전쟁과 아일랜드 내전 동안 IRA의 중요한 구성원이었다. 그는 1920년 마이클 콜린스에 의해 독일로 IRA를 위한 무기 조달을 위한 최고 요원이 되도록 보내졌다. 브리스코는 이 임무에서 매우 성공적임을 증명했고 영국의 봉쇄에도 불구하고 무기가 아일랜드에 도착했다. 브리스코는 또한 나중에 이스라엘 독립 운동에 참여했고 메나헴 베긴에게 아일랜드의 투쟁으로부터 배운 후 이스라엘 사이의 내전을 막기 위해 이르군 민병대를 해체하라고 조언했다. 수년 후, 그의 아들 벤 브리스코가 1974년 이스라엘을 방문했을 때, 그는 베긴이 그의 역할에 대한 좋은 기억을 가지고 있었다고 회상했다. 마이클 콜린스도 한때 영국 당국으로부터 숨기 위해 유대인의 집에 숨었고 심지어 이디시의 흑인과 탄족에게 욕설을 퍼부었다.

### 아일랜드 정부
1937년의 아일랜드 헌법은 특별히 유대인들에게 헌법적 보호를 부여하였다. 이는 당시 유럽의 다른 곳에서 유대인들에 대한 처우 때문에 에이먼 데 벌레라에 의해 헌법에 필요한 구성 요소라고 여겨졌다.
아일랜드 헌법에서 유대인 회중에 대한 언급은 1973년 수정헌법 제5조와 함께 삭제되었다. 같은 수정헌법은 아일랜드 교회, 장로교, 감리교, 종교 친구회에 대한 언급뿐만 아니라 가톨릭 교회의 '특별한 입장'도 삭제하였다.

### 제2차 세계 대전과 그 여파
1933년에 임명된 베를린 주재 아일랜드 특사 찰스 베울리는 히틀러와 국가사회주의의 숭배자가 되었다. 그의 보고서는 독일에서 유대인들의 처우에 대한 잘못된 정보를 포함하고 있었고, 그는 유대인들이 아일랜드로 이주하는 것을 허용하는 것에 반대했다. 더블린으로부터 질책을 받은 후, 그는 1939년에 해고되었다.
비록 소수의 사람들이 그들의 반대자들의 편에 섰지만, 비록 아일랜드 공화국 내에서 약 10만명의 남자들이 "비상사태"로 알려진 제2차 세계 대전 동안 아일랜드 국가는 공식적으로 중립적이었다. 로마에서, 바티칸 아일랜드 장관 T.J. 키어넌과 그의 아내 델리아 머피(유명한 전통 발라드 가수)는 많은 유대인들을 구하고 전쟁 포로들을 탈출하기 위해 아일랜드 신부 휴 오플라허티와 함께 일했다. 유대인들은 아일랜드의 외교적 보호를 받았던 도미니카 대학교의 산 클레멘테 교회에서 종교적인 예배를 진행했다.

## 같이 보기
- 에린 침략의 서